# Marie Eleonore Pfungst
Marie Eleonore Pfungst (* 18. Oktober 1862 in Frankfurt am Main; † 8. Februar 1943 in Theresienstadt) war eine deutsche Frauenrechtlerin und Unternehmerin.

## Familie
Marie Eleonore Pfungst kam als erstes Kind des Rauchwarenhändlers Julius Pfungst und seiner Ehefrau Rosette Bertha Pfungst, geborene Oppenheim, zur Welt. Ihre Geschwister waren Arthur Joseph (1864–1912), Moritz Julius (* 11. Oktober 1866; † 1894) und Hedwig Auguste (* 24. Januar 1870).

## Leben
Marie Pfungst gründete 1902 den Verband Frankfurter Frauenvereine, den sie 20 Jahre lang führte. 1912 übernahm sie nach dem Tod ihres Bruders Arthur Joseph Pfungst (gemeinsam mit ihrer Mutter Rosette Bertha) die Leitung der Firma Naxos-Union, Schleifmittel und Schleifmaschinen. 1918 gründete sie zusammen mit ihrer Mutter die Dr. Arthur Pfungst Stiftung. Sie führte die Firma bis zum Jahr 1935 sehr erfolgreich. Nach dem Inkrafttreten der Nürnberger Gesetze gab sie die Leitung der Firma an Rudolf Herbst ab. Im September 1942 wurde sie in das Konzentrationslager Theresienstadt deportiert, wo sie ein halbes Jahr später starb.

## Leistungen
Marie Pfungst engagierte sich für die Frauenrechte und gründete als Vorsitzende der Ortsgruppe des Allgemeinen Deutschen Frauenvereins 1897 die Frankfurter Rechtsschutzstelle für Frauen, die auf große Nachfrage stieß. Schon während ihrer Zeit als Firmenchefin und auch darüber hinaus trat sie als Stifterin und Wohltäterin in Erscheinung und förderte eine Reihe jüdischer und nicht-jüdischer sozialer Projekte. Sie gründete zahlreiche Frauenvereine, richtete eine Bibliothek für Arbeiter ein, bot mit dem Angebot heutiger Volkshochschulen vergleichbare Kurse und Beratungen an, rief zusammen mit Jenny Apolant Realgymnasialkurse für Mädchen in Frankfurt ins Leben und gründete ein Heim für Frauen, die unverschuldet in Not geraten sind.

## Schriften
- Bericht der Rechtsschutzstelle in Frankfurt am Main. Neue Bahnen Bd. 36, 1901, S. 272–275.
- Die Schlüsselgewalt der Frau. In: Aschaffenburger Zeitung. 29. Mai 1907.
- Soziale Hilfsarbeit. In: Aschaffenburger Zeitung. 1. August 1907.
- Die neue Mutter. In: Aschaffenburger Zeitung. 8. November 1907.